# Eisai

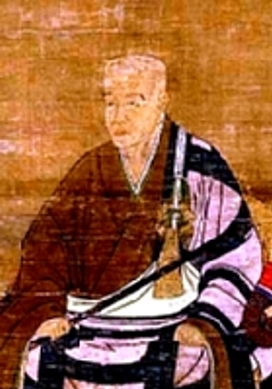
Eisai

Eisai (27 mei 1141 – 2 juli 1215) was een Japanse boeddhistische priester die in Japan  de Rinzai-school van het zenboeddhisme, alsook de Chinese groene thee introduceerde. Hij is ook bekend als Eisai Zenji.
Eisai studeerde in China, zoals ook zenmeester Dōgen deed. Hij wordt geassocieerd met de zenschool Rinzai, die koanstudie bepleit (in tegenstelling tot de zenschool Sōtō, die stille meditatie bepleit). Groene thee werd ook geïntroduceerd in Japan door Eisai. Hij bracht de theezaden uit China en cultiveerde en bereidde ze. Hij schreef zelfs een boek over thee, omdat hij ervan overtuigd was dat thee een geneesmiddel was voor allerlei kwalen.  